# Alta Garonna
L'Alta Garonna (in francese Haute-Garonne, in occitano Nauta Garona) è un dipartimento francese della regione Occitania. Confina con i dipartimenti degli Alti Pirenei a sud-ovest, del Gers a nord-ovest, del Tarn e Garonna a nord, del Tarn a nord-est, dell'Aude a est e dell'Ariège a sud-est. A sud confina con la Spagna: province di Huesca in Aragona e di Lleida in Catalogna.
Le principali città, oltre al capoluogo Tolosa, sono Saint-Gaudens e Muret.

## Storia
Il dipartimento è stato istituito a seguito della Rivoluzione francese, il 4 marzo 1790, da una parte della provincia di Linguadoca.

## Geografia fisica
L'aspetto geografico del dipartimento è essenzialmente costituito da basse colline, frutto dell'erosione di un antico altipiano, che si estendono ai piedi della catena dei Pirenei, presente a sud del dipartimento e che ne rappresenta una barriera naturale. I Pirenei corrono lungo 22 km in Alta Garonna, ne sono il punto culminante in particolare con il picco di Perdiguère, alto 3222 m. Da Saint Martory al centro, fino al nord del dipartimento, si estende la grande pianura di Tolosa, la quale è costeggiata ad ovest dalle colline della Lomagna e ad est dal Lauragais. La zona di montagne a sud è coperta di ampie foreste di latifoglie, mentre la pianura conta piuttosto boschi, come la foresta di Bouconne, che si estende su 2 000 ettari ad ovest di Tolosa. Altri spazi boscosi si estendono lungo il corso della Garonna e costituiscono un ecosistema fluviale ricco di specie vegetali e animali.
L'Alta Garonna è infatti attraversata dal corso superiore della Garonna, da cui prende il nome. Il fiume percorre più di 200 km nel dipartimento: entra in Francia a Fos, passa quindi a Montréjeau e costeggia il centro di Tolosa. Il dipartimento è anche attraversato da parte a parte anche da due corsi d'acqua artificiali: il canal du Midi e il canale laterale della Garonna.

## Sport
Si può dire che lo sport più praticato nella regione è il rugby, che vanta una lunga tradizione nel sud ovest della Francia. La città di Tolosa vanta, con il suo club di rugby a 15 lo Stade Toulousain, l'albo d'oro più ricco d'Europa, con 19 titoli di campione di Francia e 4 di campione d'Europa.
Due sono le squadre regionali di rugby a 13 che giocano a Tolosa: Toulouse olympique XIII e Toulouse Jules-Julien XIII, alias Les Broncos.
Il calcio ha una tradizione meno ricca e lunga del rugby. Il Toulouse Football Club è stato fondato nel 1970 (niente a che vedere con l'omonima squadra fondata nel 1937 e disciolta nel 1967) e milita in Ligue 1 del campionato francese; si è distinta nel 2007 qualificandosi al terzo turno della Champions League.
Nel baseball la città è rappresentata nel massimo campionato francese, il Championnat de France de baseball dal club Tigers de Toulouse, il quale non ha mai vinto un titolo nazionale.
Toulouse ha due squadre di pallamano che militano nel massimo campionato francese: il Fenix Toulouse Handball come squadra maschile e il Toulouse Féminin Handball come squadra femminile.